# Alojzija Reven
Alojzija Reven, slovenska redovnica, * 21. junij 1910, Idrija, Avstro-Ogrska, † 4. januar 1989, San Lorenzo, Argentina.

## Življenje in delo
Šolska sestra Alojzija Reven z redovniškim imenom Iluminata se je rodila v družini idrijskega uradnika Josipa in gospodinje Huberte Reven. Po končani šoli je avgusta 1929 v Mariboru stopila v Kongregacijo šolskih sester, večne zaobljube naredila 16. avgusta 1933, in skupaj s še tremi sestrami 31. decembra 1934 prišla v Argentino. Leta 1935 je v kraju San Lorenzo, ki leži blizu mesta Rosario v provinci Santa Fe, pričela poučevati v zavodu sv. Roze Viterbske. Nato je v letih 1937−1945 vodila zavod Presvetega Srca Jezusovega v buenosaireškem mestnem okraju La Paternal, kjer je ob koncu dvajsetih in na začetku tridesetih let 20. stoletja živelo nekaj tisoč Slovencev. Zavod, ki je nastal na pobudo tedanjega veleposlanika Kraljevine Jugoslavije v Argentini dr. Izidorja Cankarja, je bil namenjen izključno samo otrokom slovenskih priseljencev. Tu so otroci zjutraj obiskovali pouk, popoldan pa pod vodstvom šolskih sester pisali naloge ter učili slovenščino in verouk. 
Ker zavod iz Jugoslavije ni dobival zadostnih finančnih sredstev, so seste v šolskem letu 1943  odprle šolo tudi argentinskim otrokom, sastra Iluminata, pa je potem ko je leta 1945 zapustila zavod v La Paternalu do smrti delovala skoraj v vseh ustanovah Kongregacije šolskih sester v Argentini, Paragvaju in Urugvaju. Najprej je bila učiteljica in vzgojiteljica v Urugvaju. Tu je delovala v vzgojnem zavodu Escuela Hogar Agricola. Najdlje, več kot dvajset let, pa je bila v kraju Las Lomitas v argentinski provinci Formosa učiteljica in ravnateljica v zavodu sv. Terezije Deteta Jezusa. Ko ji je opešalo srce se je vrnila v San Lorenzo, kjer je do smrti pomagala v zavodu sv. Roze Viterbske.